# زوتی اس‌آر۷
زوتی اس‌آر۷ یک کراس‌اوور است که از سال ۲۰۱۵ تا ۲۰۲۱ توسط زوتی آتو برای بازار چین تولید می‌شد.

## بررسی
این خودرو در نمایشگاه خودروی گوانگژو ۲۰۱۵ معرفی شد و به‌طور رسمی در اواخر دسامبر ۲۰۱۵ در بازار خودروی چین عرضه شد و قیمت آن از حدود ۶۶٬۸۰۰ یوان شروع می‌شد. اس‌آر۷ از نظر ظاهر یک خودروی بحث‌برانگیز است، زیرا شباهت‌هایی به آئودی کیو۳ دارد. زوتی اس‌آر۷ اولین محصول از کراس‌اوورهای سری اس زوتی است. به گفتهٔ زوتی، «اس‌آر» مخفف «انقلاب ششم» (Sixth Revolutions) است.

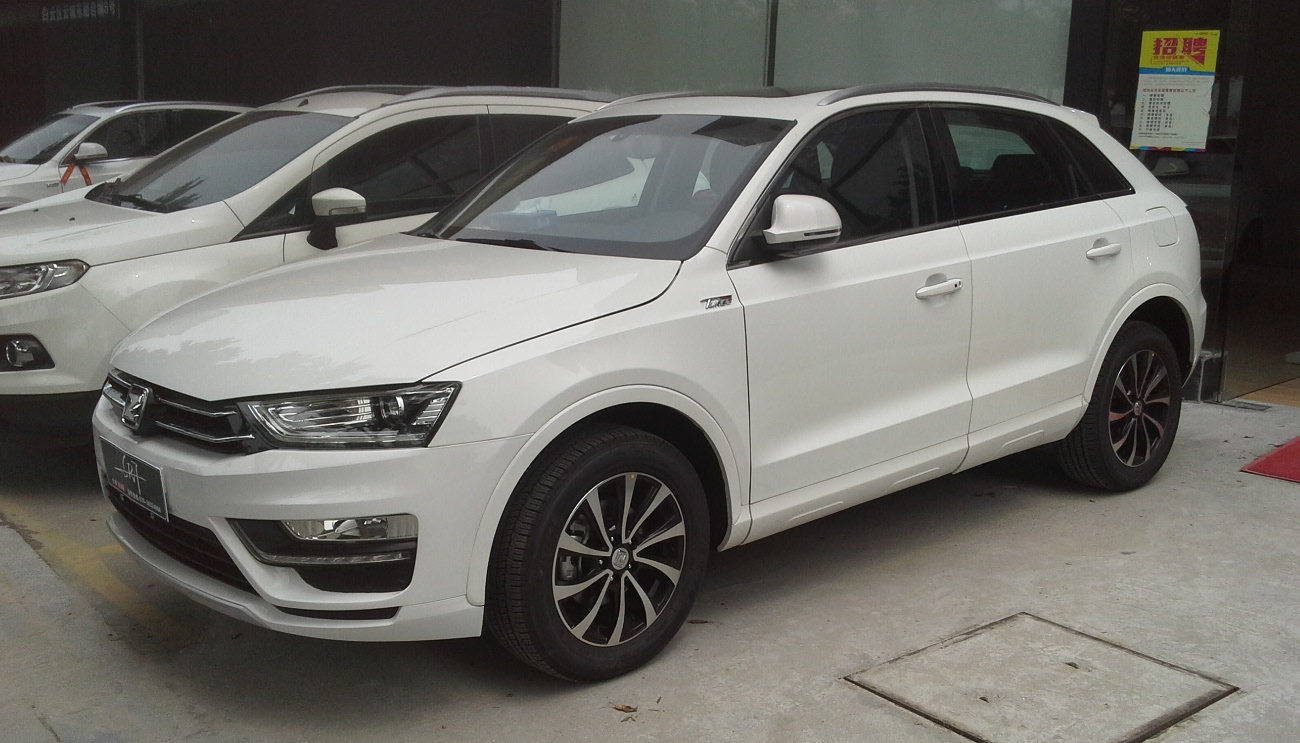
زوتی اس‌آر۷ (جلو)
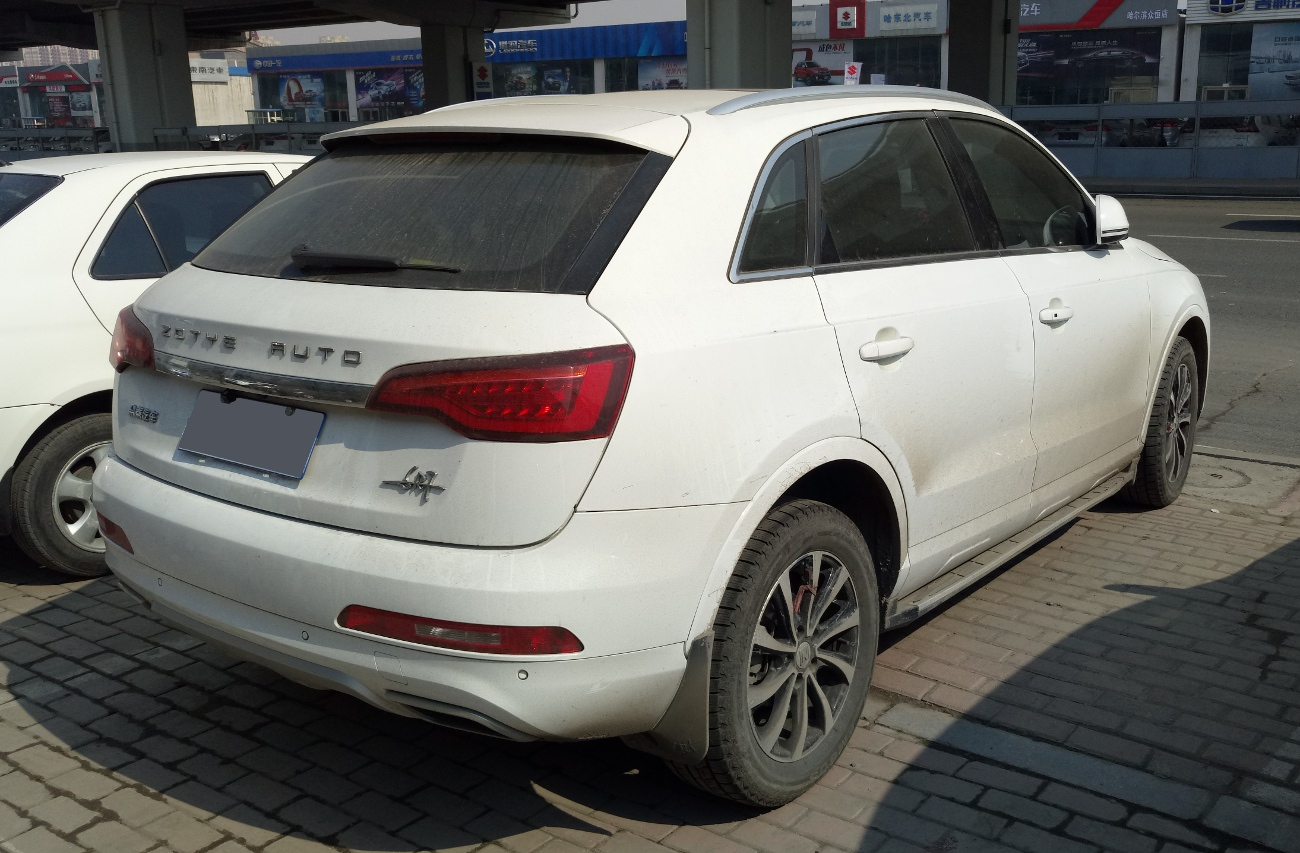
زوتی اس‌آر۷ (عقب)